# Tel Anafa
Koordinaten: 33° 10′ 37,8″ N, 35° 38′ 40,9″ O

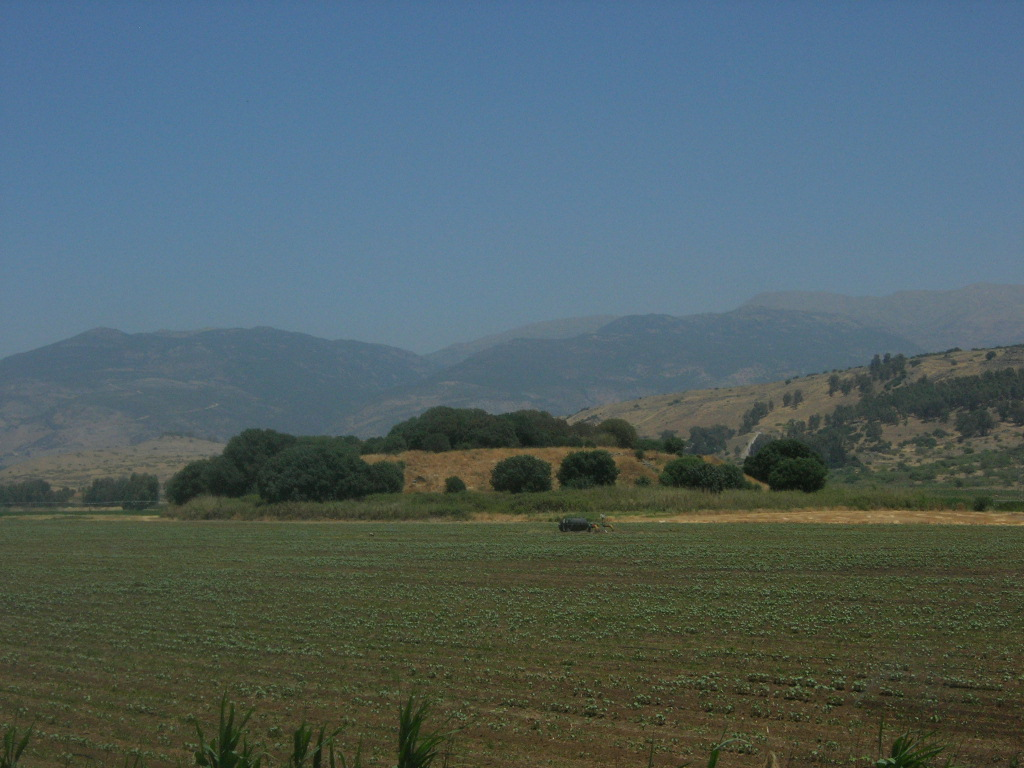
Tel Anafa mit Hermon im Hintergrund

Tel Anafa (arabisch Tell el-Aḫḍar, hebräisch תֵּל אֲנָפָה) ist ein Tell in Obergaliläa nördlich des Hule-Sees auf dem Gelände des Kibbuz Schamir. Der Tell wurde in mehreren Grabungskampagnen zwischen 1968 und 1986 archäologisch erforscht. Erosion und Aktivitäten von Tieren erschweren eine stratigraphische Zuordnung einzelner Fundstücke.
Die ältesten Funde stammen aus der Frühbronzezeit und weisen mehr Ähnlichkeiten mit den nördlichen als mit den südlichen Nachbarn auf. Auch aus der Mittel- und Spätbronzezeit gibt es einige Funde, während für die Eisenzeit und folgende Epochen bis zur frühhellenistischen Zeit die Befunde schwer einzuordnen sind. Teilweise ist dies durch die umfangreichen und tiefgreifenden baulichen Veränderungen in hellenistischer Zeit bedingt. Für die Perserzeit lässt sich allgemein ein starker phönizischer Einfluss aufweisen.
Die bedeutendsten Funde stammen jedoch aus späthellenistischer Zeit, als auf dem Hügel ein großes, palastähnliches Gebäude errichtet wurde. Dieses Gebäude war üppig ausgestattet. So sind Reste von Wandbemalungen erhalten, aber auch ein Baderaum mit Mosaiken und Hypokaustum. Etwa zeitgleich lassen sich eine Zunahme von importierten Luxusgütern und veränderte Ernährungsgewohnheiten nachweisen. Die Viehzucht umfasste nicht nur Rinder und Schafe, sondern auch Schweine. Die Handelskontakte deuten wiederum auf den phönizischen Raum. Im frühen ersten vorchristlichen Jahrhundert endet die Besiedlung auf dem Tell jedoch für reichlich ein halbes Jahrhundert. Erst um die Zeitenwende lassen sich wieder kleinere, auf dem Hügel verstreute Gebäude nachweisen. Die Kleinfunde dieser Zeit bezeugen nun jedoch stärkere Kontakte Richtung Süden. Weiterhin sind jedoch Schweine als Haustiere nachweisbar, weswegen eine jüdische Besiedlung ausgeschlossen scheint. Diese Besiedlungsphase endete jedoch ebenfalls bereits nach wenigen Jahrzehnten. Für die folgenden Jahrhunderte sind verstreute Einzelfunde und ab der arabischen bis in moderne Zeit auch wieder kleinere Siedlungen nachweisbar.